# Dezember
Der Dezember ist der zwölfte und letzte Monat des Jahres des gregorianischen Kalenders und hat 31 Tage.

## Geschichte
Im römischen Kalender war der December der zehnte Monat (lateinisch decem = zehn) des 354-tägigen Mondkalenders. Im Jahr 153 v. Chr. wurde der Jahresbeginn um zwei Monate vorverlegt, sodass die direkte Beziehung zwischen Namen und Monatszählung verloren ging. Dies wird manchmal bei der Übertragung früher verwendeter lateinischer Datumsangaben faktisch übersehen. Unter Kaiser Commodus wurde der Monat in Exsuperatorius umbenannt, nach dem Tod des Kaisers erhielt er allerdings wieder seinen alten Namen zurück.
Am 21. oder 22. Dezember ist der Tag der Sonnenwende. Die Sonne steht genau über dem Wendekreis des Steinbocks am südlichen Breitengrad von 23° 26,3′. Dieser Tag ist auf der Nordhalbkugel der kürzeste im Jahr, die Nacht ist die längste, auf der Südhalbkugel ist es umgekehrt.
Ein alter deutscher Name des Dezembers ist Julmond. Der Name kommt vom Julfest, der germanischen Feier der Wintersonnenwende.
Andere Namen für Dezember sind Christmonat, da Weihnachten – das Christfest – im Dezember gefeiert wird, oder auch Heilmond, da „Christus das Heil bringt“. Letztere Namen kamen erst nach der Umwidmung des Julfestes im Zuge der Christianisierung auf.
Das christliche Kirchenjahr beginnt abweichend von der normalen Kalenderzählung mit dem ersten Adventsonntag. Dieser kann Ende November oder Anfang Dezember sein, je nachdem, auf welchen Wochentag Weihnachten fällt.
Der Dezember beginnt immer mit demselben Wochentag wie der September.
Die Tage zwischen Weihnachten und Neujahr werden umgangssprachlich oft als „zwischen den Jahren“ bezeichnet.
Ist der 29., 30. oder 31. Dezember ein Montag, werden die Tage ab Montag der ersten Kalenderwoche des Folgejahres zugerechnet. In diesem Fall endet die letzte Kalenderwoche des Jahres nach der DIN-Norm mit dem letzten Sonntag des Dezembers. Ein solches Jahr hat dann immer 52 Kalenderwochen.
Die höchste weltweite Monatsmitteltemperatur für einen Dezembermonat wurde im Jahr 2023 verzeichnet.
| Ort                | Länge der Tage/a     |
| ------------------ | -------------------- |
| München            | 7:54 Uhr – 16:21 Uhr |
| Hamburg            | 8:29 Uhr – 16:00 Uhr |
| Nordpol            | Polarnacht           |
| Nordkap/Norwegen   | Polarnacht           |
| Lomé/Togo          | 6:01 Uhr – 17:48 Uhr |
| Kapstadt/Südafrika | 5:22 Uhr – 19:48 Uhr |
| Südpol             | Polartag             |

## Gedichte
- Dezember Gedichte, ausgewählt von Evelyne Polt-Heinzl und Christine Schmidjell, Reclams Universal-Bibliothek Nr. 19122, Philipp Reclam jun. GmbH & Co. KG, Stuttgart 2013, ISBN 978-3-15-019122-4

## Galerie

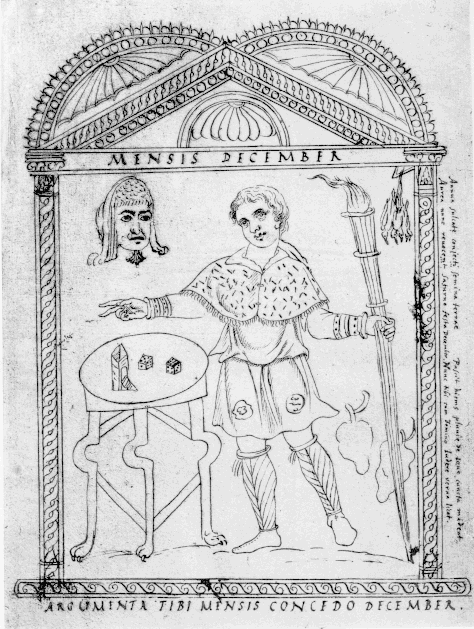
Chronograph von 354
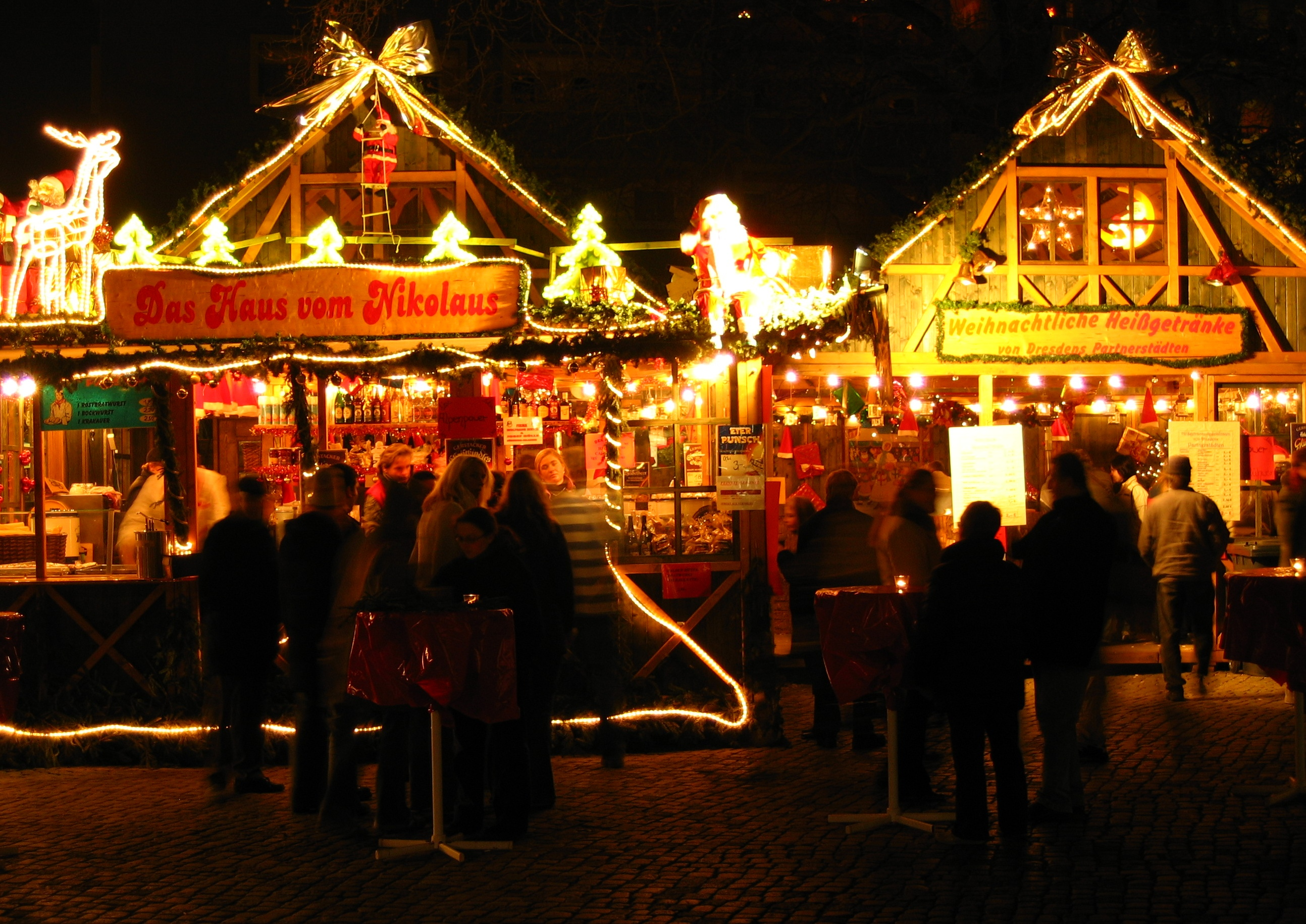
Dresdner Striezelmarkt
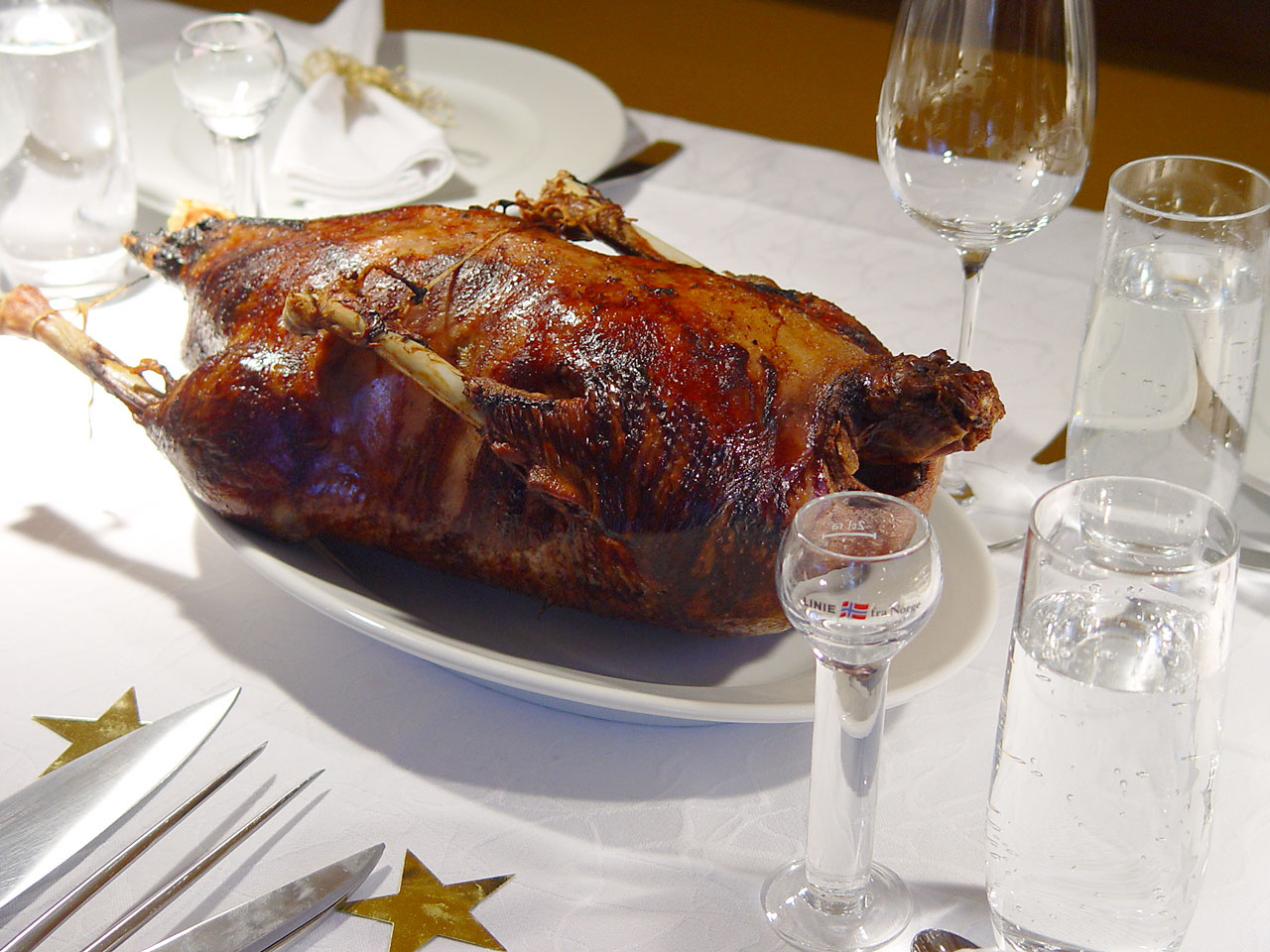
Weihnachtsgans
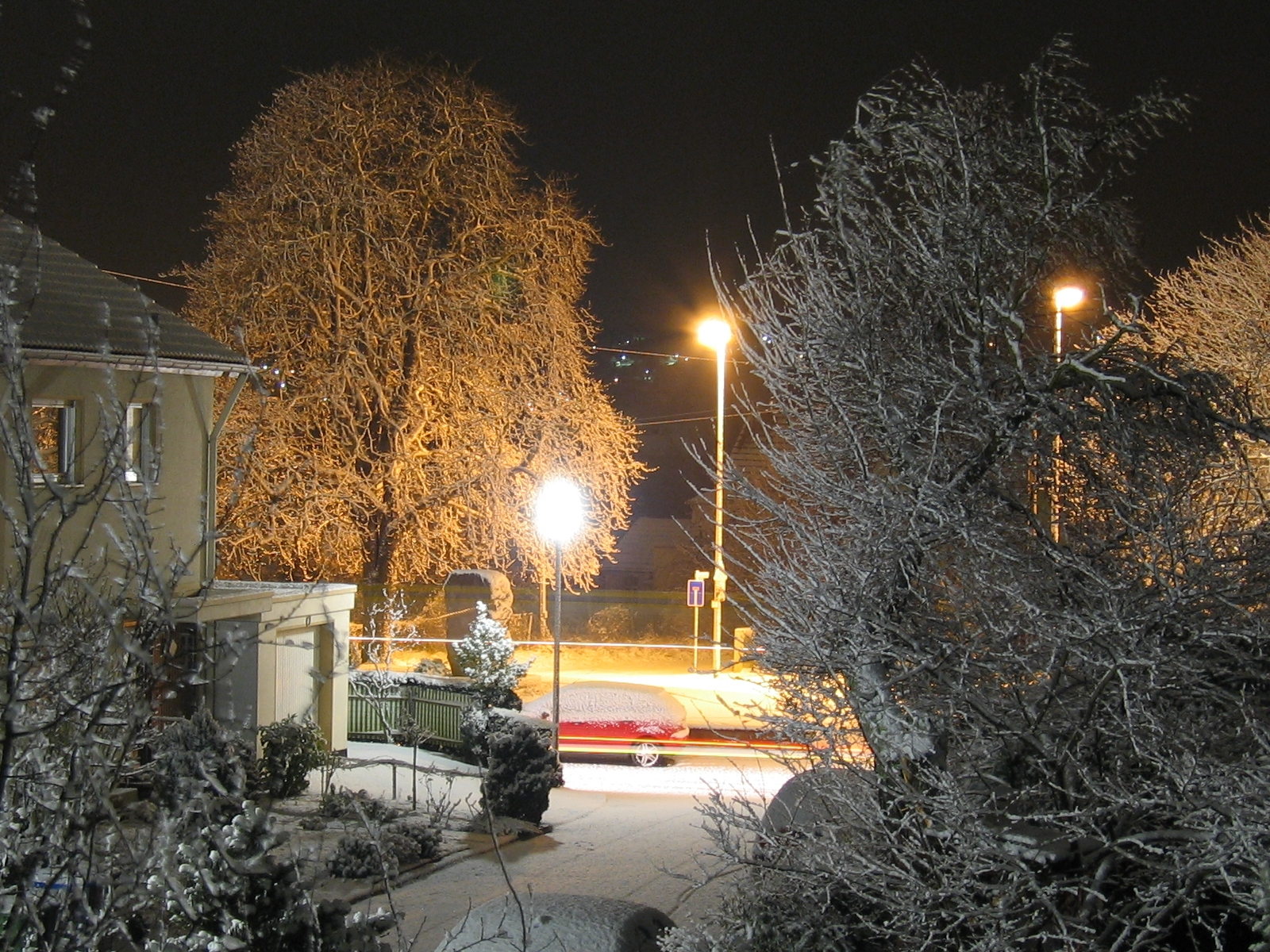
Winterlandschaft
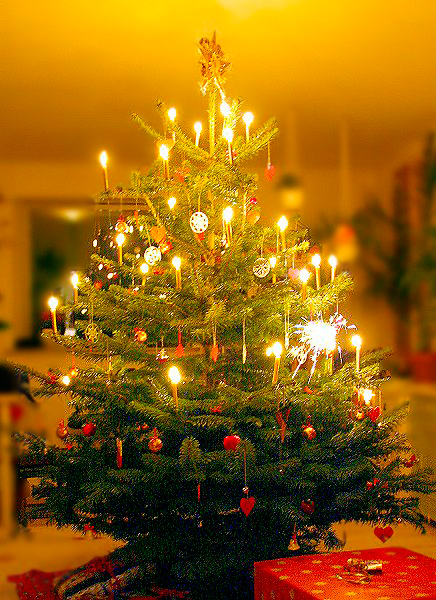
Weihnachtsbaum